# Михаило Дермокаит
Михаило Дермокаит (Μιχαήλ Δερμοκαΐτης; умро после 1040.) је био византијски војсковођа, ипостратег Дебра и стратег Драча из 11. века.

## Биографија
По избијању устанка Петра Дељана (1040), стратег Драча, Василије Синадин, је са војском кренуо устаницима у сусрет. Када је стигао до места Дебра сукобио се са ипостратегом Михаилом Дермокаитом. Дермокаит га је тужио цару да тежи за самовладом. Синадин је смењен са дужности, а на његово место је постављен Дермокаит. Скилица бележи да је Дермокаит вршио власт неискусно и рђаво те да је за кратко време све упропастио. Своје потчињене је пљачкао, отимао им коње и кола и све друго што је од вредности. Због тога они подигоше побуну против Дермокаита. Пошто се један део војске побунио против стратега, побуњеници су се уплашили одмазде византијског цара, понајвише евнуха Јована Орфанотрофа. Због тога једног од својих сабораца, Словена Тихомира, извикаше за цара. 